# Marcello Martone
Marcello Martone (Napoli, 5 maggio 1924 – 28 settembre 2023) è stato un rugbista a 15 italiano, campione d'Italia con la Partenope.

## Biografia
Estremo, Marcello Martone iniziò la pratica del rugby nell'anteguerra, militando in un gruppo sportivo del GIL napoletano; durante la guerra praticò anche il calcio per un breve periodo con la neonata Turris (Torre del Greco), in serie C.
Tornato al rugby, militò dapprima nel Napoli poi, alla formazione della Polisportiva Partenope, che inglobò la sua vecchia squadra, entrò a farne parte; con tale formazione militò fino a tutti gli anni sessanta.
Nel frattempo laureatosi in medicina, in campo gli fu dato il soprannome di 'o Dottore; con Partenope vinse due scudetti consecutivi nel 1965 e 1966; in tali due stagioni risultò anche miglior realizzatore del torneo, rispettivamente con 107 e 100 punti.
Martone lasciò Partenope in polemica con la dirigenza societaria, che aveva accettato un accordo di sponsorizzazione con Ignis; continuò a giocare fino a cinquant'anni in varie formazioni, tra cui CUS Napoli ed Esercito; singolarmente, a metter forzosamente fine alla sua carriera di rugbista fu il fratello, Mario Martone, all'epoca presidente della Federazione Italiana Rugby: questi infatti impose ai propri tesserati il limite d'età di quarant'anni per l'attività agonistica.
Benché non abbia mai militato in Nazionale, Martone vanta due convocazioni, a quasi venticinque anni di distanza l'una dall'altra: la prima nel 1947 per un incontro con la Germania Ovest, la seconda nel 1971, a 47 anni, per un incontro di Coppa FIRA contro il Marocco; in entrambe le occasioni, tuttavia, non scese in campo.
Il 24 maggio 2014, per celebrare il novantesimo compleanno di Martone, la Partenope organizzò una festa celebrativa allo stadio dell'Arenaccia con lo stesso ex giocatore quale ospite d'onore ed ha autografato il pallone al giocatore più piccolo della squadra "Jacopo Mazzucchi".

## Palmarès
- Campionati italiani: 2
Partenope: 1964-65; 1965-66